# Breynia heyneana
Breynia heyneana är en emblikaväxtart som beskrevs av Johannes Jacobus Smith. Breynia heyneana ingår i släktet Breynia och familjen emblikaväxter.
Artens utbredningsområde är Små Sundaöarna. Inga underarter finns listade i Catalogue of Life.